# Frank Kammerzell
Frank Kammerzell (* 21. April 1961 in Asbach) ist ein deutscher Ägyptologe, der auf ägyptologische Linguistik spezialisiert ist, und Professor an der Humboldt-Universität zu Berlin.

## Leben
Kammerzell studierte ab 1980 zunächst Mittlere und Neuere Geschichte, später Ägyptologie, Koptologie, Allgemeine und Indogermanische Sprachwissenschaft sowie Assyriologie. Zwischen 1983 und 1990 arbeitete er nebenbei als freier Übersetzer. Von 1987 bis 1989 war Kammerzell Inhaber eines Graduiertenstipendiums des Landes Niedersachsen und promovierte an der Georg-August-Universität Göttingen mit einer Arbeit zum Thema Studien zu Sprache und Geschichte der Karer in Ägypten. 1991 wurde er Wissenschaftlicher Mitarbeiter und anschließend Assistent und Oberassistent am Seminar für Ägyptologie und Koptologie. Seine Habilitation hatte das Thema Sprachkontakt und Sprachwandel im Alten Ägypten. Im Frühjahr 1999 führte ihn ein Forschungsaufenthalt an das Department of Egyptology der Hebräischen Universität Jerusalem, 2002 war er Gastprofessor an der Universität Wien. 2003 wurde Kammerzell auf eine Professur am Seminar für Archäologie und Kulturgeschichte Nordostafrikas der Humboldt-Universität zu Berlin berufen.
Kammerzell beschäftigt sich mit Phonologie, Morphologie, Syntax und Lexik der Ägyptischen Sprache, Sprachgeschichte und diachroner Typologie des Ägyptischen, Sprachkontakt und Sprachverwandtschaft, Entstehung, System, Gebrauch und Geschichte von Schrift, der Geschichte der Karer in Ägypten sowie Forschungsgeschichte. Zudem betätigt er sich als Übersetzer. Zusammen mit Friedrich Junge und Antonio Loprieno gründete Kammerzell die Fachzeitschrift Lingua Aegyptia – Journal of Egyptian Language Studies, zu deren Herausgebern er bis heute gehört. Die Zeitschrift erschien ursprünglich direkt am Seminar für Ägyptologie und Koptologie der Georg-August-Universität Göttingen, mittlerweile beim Widmaier Verlag in Hamburg.

## Schriften
- Studien zu Sprache und Geschichte der Karer in Ägypten (= Göttinger Orientforschungen. Reihe 4: Ägypten. Band 27). Harrassowitz, Wiesbaden 1993, ISBN 3-447-03411-4 (Zugleich: Göttingen, Universität, Dissertation, 1990).
- Panther, Löwe und Sprachentwicklung im Neolithikum. Bemerkungen zur Etymologie des ägyptischen Theonyms M3fd.t, zur Bildung einiger Raubtiernamen im Ägyptischen und zu einzelnen Grosskatzenbezeichnungen indoeuropäischer Sprachen. Wolfhart Westendorf zu seinem siebzigsten Geburtstag gewidmet (= Lingua Aegyptia. Studia monographica. Band 1, ISSN 0946-8641). Seminar für Ägyptologie und Koptologie, Göttingen 1994.